# Chennala
Le chennala, ou cengalam, est un instrument de musique indien à percussion idiophone. C'est un gong plat qu'on rencontre dans la musique kéralaise et qui a des équivalents au Nord. 

## Facture
Il est fondu dans le bronze et a 20 cm de diamètre. 

## Jeu
On le tient soit sur l'avant-bras, soit suspendu par une corde, selon que l'on veut un son étouffé ou brillant en le frappant à l'aide d'une courte baguette en bois. Le chennala accompagne les danses kathakali et Krishnanattam, les chants sopanam sangîtam et la musique rituelle percussive kshetram vâdyam du thayambaka notamment.

## Source
- (en) S. Sadie, The New Grove Dictionary of Musical Instruments, Macmillan, London, 1985.